# Abancay
Abancay je město ve stejnojmenné provincii v regionu Apurímac v Peru. K roku 2017 v něm žilo přes dvaasedmdesát tisíc obyvatel a bylo správním střediskem jak regionu Apurímac, tak provincie Abancay.

## Poloha
Abancay leží v Andách v nadmořské výšsce 2 337 metrů na řece Mariño v povodí Apurímacu.

## Dějiny
Osídlení je zde doloženo již v předkoloniálních dobách. V roce 1537 došlo nedaleko města k bitvě u Abancay, v niž Diego de Almagro porazil vojska Francisca Pizarra. Během koloniálního období bylo Abancay významným obchodním střediskem. Od roku 1874 má Abancay status města.

## Kultura
Abancay je od roku 1958 sídlem římskokatolické diecéze abancayské.